# Meridiankreis

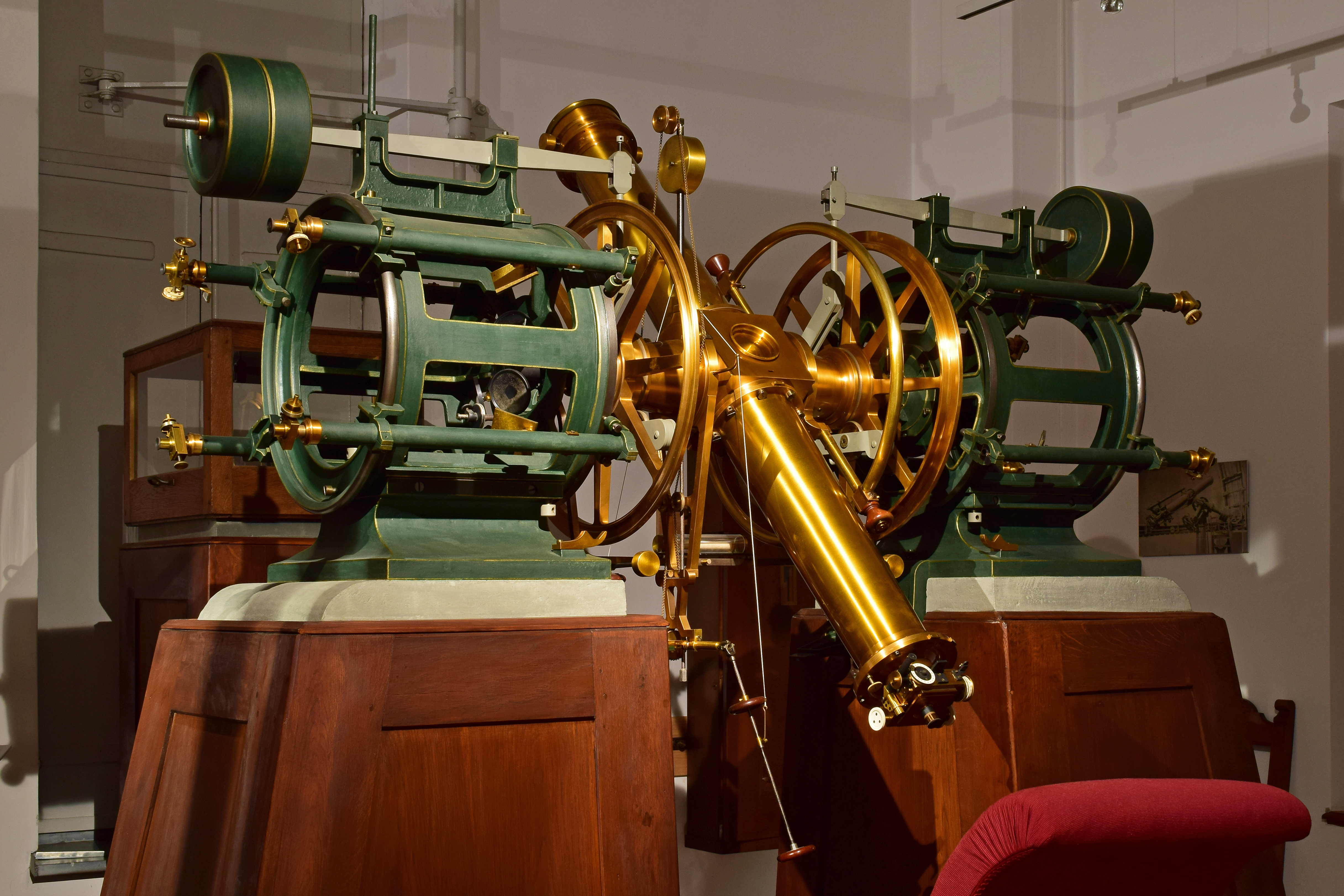
Meridiankreis der Kuffner-Sternwarte, Wien.

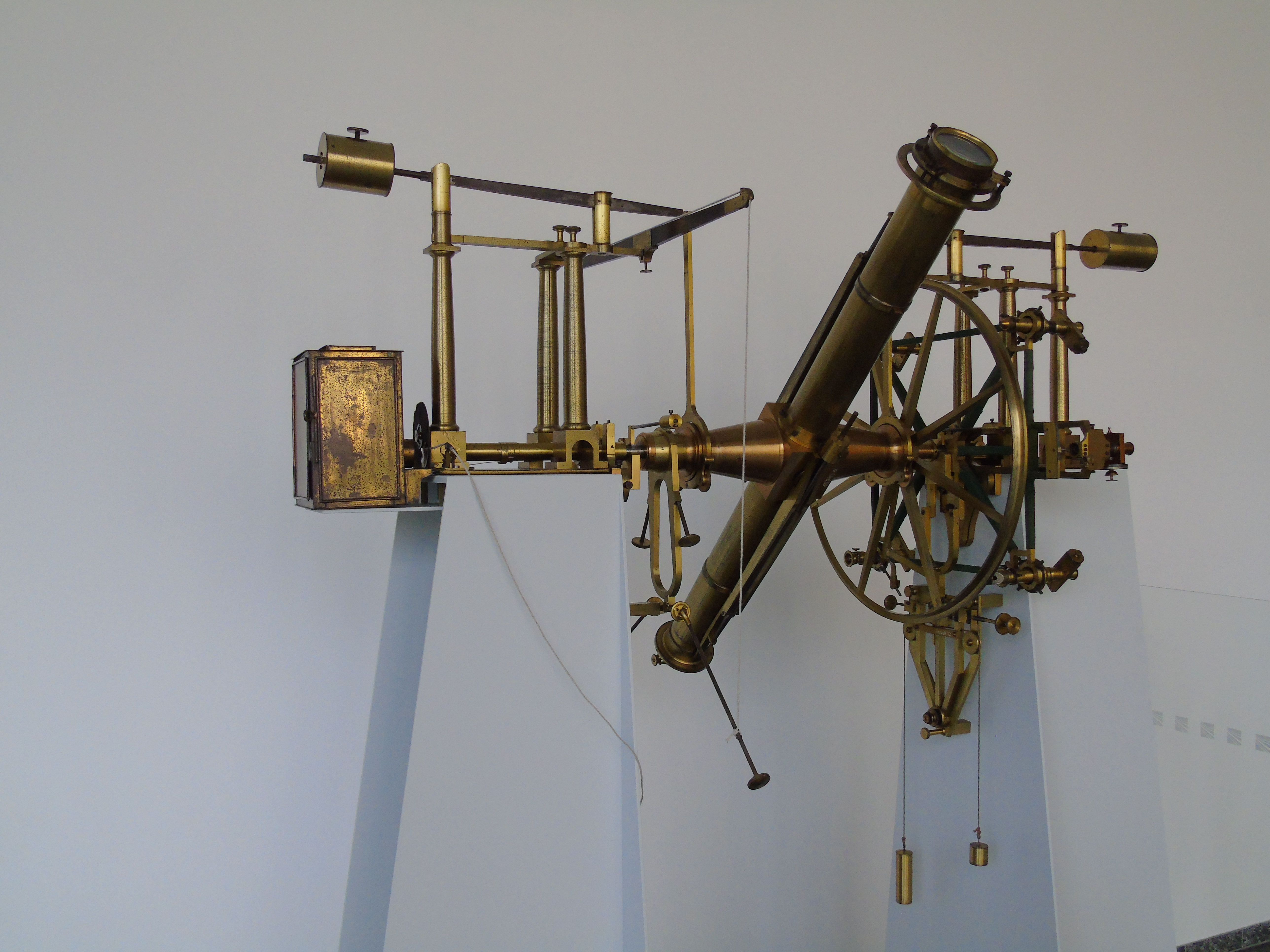
Meridiankreisinstrument aus der feinmechanischen Werkstatt von Georg von Reichenbach und Traugott Ertel (München, 1825)

Der Meridiankreis ist das klassische Instrument zur Messung von Sternörtern im Meridian. Er entspricht einem sehr großen Theodolit ohne Stehachse, der nur in der Meridianebene (Südpunkt – Zenit – Nordpunkt) schwenkbar ist, und zählt damit zu den Durchgangs- oder Passageninstrumenten.

## Konstruktion
Ein Meridiankreis ist auf zwei tief im Boden fundierten Pfeilern montiert, auf denen die beiden Achszapfen (präzise, kreisrund geschliffene Achsenden) der horizontalen West-Ost-Achse ruhen. Diese genau horizontierte Kippachse des Instruments wird mit 2 oder 4 Gegengewichten über Hebelkonstruktionen entlastet, damit sich die Achslager nicht abreiben. Das präzise Messfernrohr von 1–3 m Brennweite sitzt vertikal drehbar auf dieser Achse. Mit dem Fernrohr drehen sich 1 bis 2 große Vertikalkreise mit Ablesemikroskopen und Libellen.

## Geschichte und Bedeutung
Der Meridiankreis wurde von Ole Rømer aus dem freiäugig eingesetzten Mauerquadranten (Mauerkreis) weiterentwickelt und war ab etwa 1810 bis 1950 das wichtigste Messgerät vieler Sternwarten. Mit etwa 20 global verteilten Meridiankreisen wurden alle genauen Sternkataloge und Eigenbewegungen gemessen, etwa der AGK1 (1868–1908) und der AGK2 (1924–1933, 200.000 Sterne auf ±0,1″ genau).
Auch heute werden spezielle Sternkataloge mit Meridiankreisen gemessen, z. B. für die Raumfahrt oder für Kometen-Astrometrie. Präzise optoelektronische Instrumente sind jenes in Bordeaux und der Carlsberg-Meridiankreis auf La Palma. Letzterer arbeitet seit 1984 auf ±0,003″ genau.

## Verwendung und Korrekturen
Man misst Zeit und Höhenwinkel der Sterne, wenn sie im Meridian den Höchststand erreichen (kulminieren). Wenn Fernrohr und Achszapfen kalibriert sind, tritt der Höchststand genau am Vertikalfaden ein. Die Zeitdifferenz zweier Sterne entspricht ihrer Rektaszensionsdifferenz, aus Höhenwinkel und geografischer Breite folgt die Deklination.
Die volle Messgenauigkeit erhielt man früher durch Zeitmessung an etwa 20 parallelen Fäden im Gesichtsfeld mittels des Tickens einer Pendeluhr (siehe Auge-Ohr-Methode). Für die Höhenmessung stellt man den Stern auf den Horizontalfaden, hinter dem man ihn einige Sekunden lang biseziert. Dadurch fällt der Einfluss der Luftunruhe großteils heraus.

Die Neigung der Achse wird durch ein Hängeniveau (große Libelle) kontrolliert, ihre Richtung durch zwei Kollimatoren (Hilfsfernrohre in einiger Entfernung). Der Höhenindexfehler wird durch senkrechte Messung zu einer Schale mit spiegelndem Quecksilber bestimmt.
Schon früh wurden statt visueller Messungen am Fadennetz „unpersönliche Mikrometer“ eingesetzt, die man den Sternen nachführt. Um 1920 baute man viele Instrumente auf fotografische Kreisablesung um, ab den 1970ern auf optoelektronische Messmethoden und in letzter Zeit auf CCD.